# 信恒県
信桓県（しんかん-けん）は、中国の新の時代（8年 - 23年）に太原郡に属した県の一つ。前漢の広武県を王莽が改名し、後漢になって広武県に戻った。現在の山西省代県にあたる。